# HMS Chatham (1758)
Pour les autres navires du même nom, voir HMS Chatham.
Le  HMS Chatham est un vaisseau de ligne  de quatrième rang de 50 canons construit par les chantiers de Portsmouth, suivant les normes navales britanniques de 1745 (en) modifiées en 1752, pour la Royal Navy et lancé le 25 avril 1758.

## Histoire

### Guerre de Sept Ans (1756-1763)
Le 18 mai 1759, alors qu'elle faisait le chemin de Rochefort vers Brest, sous le commandement du marquis Vandreuil, l’Aréthuse est interceptée près de la baie d'Audierne par trois bâtiments de la Royal Navy, les HMS Thames, Venus et  Chatham.
Le vaisseau fait partie de la ligne de bataille anglaise, sous le commandement de John Lockhart-Ross, lors du raid sur Le Havre de juillet 1759.
Le Chatham prend part, toujours sous les ordres de John Lockhart-Ross, à la bataille des Cardinaux, le 20 novembre 1759.

### Guerre d'indépendance des États-Unis (1775 - 1783)
Le 2 juillet 1781, le Chatham capture la frégate française la Magicienne du capitaine de vaisseau de la Bouchetière.
Il rencontra la frégate à 3 lieues au sud du cap Ann. Un combat de trois heures s'engage entre les deux bateaux. Bouchetière perd dans le combat son officier au régiment du Hainault M. de Marmier et 23 hommes de son équipage. Il déplore 54 blessés, dont le chevalier de Villevieille, lieutenant de vaisseau, MM. de Thau, de la Fruglais et Meugras  enseignes de vaisseau, MM. de Chauvigny de Blot et de Rosan, gardes de la Marine. De son côté, le Chatham a perdu un homme et un autre a été blessé. La frégate est remise en service dans la Royal Navy sous le nom de HMS Magicienne.

### Fin de carrière
Le Chatham est transféré au service de port en 1793 jusqu’en 1814, année durant laquelle la décision de le démolir est prise.